# Garrett County
Das Garrett County ist das am weitesten westlich gelegene County im US-Bundesstaat Maryland. Der Verwaltungssitz (County Seat) ist Oakland. Bei der Volkszählung im Jahr 2020 hatte das County 28.806 Einwohner und eine Bevölkerungsdichte von 17 Einwohnern pro Quadratkilometer.

## Geographie
Das County wird im Norden durch die Mason-Dixon-Linie von Pennsylvania getrennt; im Süden und Westen grenzt es West Virginia. Das Garrett County hat eine Fläche von 1699 Quadratkilometern; davon sind 21 Quadratkilometer (1,21 Prozent) Wasserflächen.
| Fayette County (Pennsylvania)  | Somerset County (Pennsylvania) |                                |
| Preston County (West Virginia) |                                | Allegany County                |
|                                | Grant County (West Virginia)   | Mineral County (West Virginia) |

## Geschichte

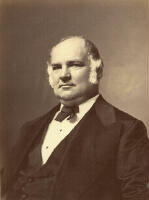
Garrett

Das Garrett County wurde 1872 wurde aus Teilen des Allegany County gebildet. Benannt wurde es nach John Work Garrett (1820–1884), Präsident der Baltimore and Ohio Railroad (1856–1984).
Eine Brücke hat aufgrund ihrer geschichtlichen Bedeutung den Status einer National Historic Landmark, die Casselman Bridge, National Road. 19 Bauwerke und Stätten des Countys sind im National Register of Historic Places eingetragen (Stand 14. November 2017).

## Demografische Daten
Nach der Volkszählung im Jahr 2000 lebten im Garrett County 29.846 Menschen in 11.476 Haushalten und 8.354 Familien. Die Bevölkerungsdichte betrug 18 Personen pro Quadratkilometer. Ethnisch betrachtet setzte sich die Bevölkerung zusammen aus 98,8 Prozent Weißen, 0,4 Prozent Afroamerikanern, 0,1 Prozent amerikanischen Ureinwohnern, 0,2 Prozent Asiaten und 0,1 Prozent aus anderen ethnischen Gruppen; 0,4 Prozent stammten von zwei oder mehr Ethnien ab. Unabhängig von der ethnischen Zugehörigkeit waren 0,4 Prozent der Bevölkerung spanischer oder lateinamerikanischer Abstammung.
Von den 11.476 Haushalten hatten 32,6 Prozent Kinder unter 18 Jahren, die mit ihnen lebten. 60,7 Prozent waren verheiratete, zusammenlebende Paare, 8,4 Prozent waren allein erziehende Mütter und 27,2 Prozent waren keine Familien. 23,5 Prozent aller Haushalte waren Singlehaushalte und in 10,6 Prozent lebten Menschen im Alter von 65 Jahren oder darüber. Die durchschnittliche Haushaltsgröße lag bei 2,55 und die durchschnittliche Familiengröße bei 3,0 Personen.
25,1 Prozent der Bevölkerung war unter 18 Jahre alt, 7,8 Prozent zwischen 18 und 24, 27,6 Prozent zwischen 25 und 44, 24,6 Prozent zwischen 45 und 64 Jahre alt und 14,9 Prozent waren 65 Jahre oder älter. Das Durchschnittsalter betrug 38 Jahre. Auf 100 weibliche kamen statistisch 97,2 männliche Personen und auf 100 Frauen im Alter von 18 Jahren oder darüber kamen 93,8 Männer.
Das durchschnittliche Einkommen eines Haushaltes betrug 32.238 USD, das einer Familie 37.811 USD. Männer hatten ein durchschnittliches Einkommen von 29.469 USD, Frauen 20.673 USD. Das Prokopfeinkommen lag bei 16.219 USD. Etwa 9,8 Prozent der Familien und 13,3 Prozent der Bevölkerung lebten unterhalb der Armutsgrenze.

## Städte und Gemeinden
| - Accident - Deer Park - Friendsville - Grantsville | - Kitzmiller - Loch Lynn Heights - Mountain Lake Park - Oakland |